# Kakva
La Kakva (in russo Каква?) è un fiume degli Urali settentrionali, affluente di destra della Sos'va (bacino idrografico dell'Irtyš). Scorre nei distretti urbani di Karpinsk, Krasnotur'insk e Serov dell'Oblast' di Sverdlovsk, in Russia.

## Descrizione
Il fiume ha origine nella foresta tra il monte Olv'vincij Kamen' (1 041,6 m) e la cresta Kakvinskij (892 m).
Scorre prevalentemente in direzione sud-orientale. Ha una lunghezza di 170 km, il suo bacino è di 1 970 km². Sfocia nella Sos'va a 333 km dalla foce.
La città di Serov si trova a 15 km dalla foce della Kakva. Il bacino idrico di Kiselëvskoe (a ovest di Serov) è stato costruito sul fiume, dove funziona una piccola centrale idroelettrica.